# Hortera (recipiente)
Hortera es un recipiente de madera de forma semiesférica y sin asas. Entre sus usos más antiguos estuvo el de mortero para majar alimentos o mezclas de botica, y en algunas regiones, como la murciana en España, sirve como medida tradicional de agua: «...medida de agua corriente, es también la doceava con respecto al jarro de Jumilla, igualmente medida de agua...» Algunos autores proponen el término hortera como origen etimológico del dependiente o mancebo de botica empleado en el floreciente comercio de la burguesía madrileña del siglo xix y primer tercio del xx, que posteriormente resucitaría en el nuevo hortera y la horterada, como modelos de lo cursi y el mal gusto.